# Neculai Bereanu
Neculai Bereanu (n. 3 mai 1963

) este un senator român, ales în 2012. 